# Running Up That Hill
Running Up That Hill (A Deal with God) a fost primul single extras de pe albumul lui Kate Bush, Hounds of Love, lansat pe 16 septembrie 1985. A fost lansat pe piață în Marea Britanie pe data de 5 august 1985, și a fost cel mai de succes single al ei din anii '80, atingând poziția a treia în topul britanic. A avut un impact major și în SUA, acolo unde a izbutit să intre în top 30.
Titlul original al cântecului a fost „A Deal with God”, motiv pentru care reprezentanții EMI au ezitat să îl lanseze pe piață. Kate Bush a trebuit să schimbe titlul, obligată fiind și de faptul că single-urile de pe albumul ei anterior, The Dreaming, nu atinseseră poziții prea înalte în topuri. Cei de la EMI doreau ca melodia „Cloudbusting” să fie lansată ca single, însă Bush a insistat pentru „Running Up That Hill”, arătând că fusese prima melodie scrisă pentru Hounds of Love, și că simțea că reprezintă cel mai bine albumul.
Artista declara despre cântec următoarele: „Am încercat să spun că un bărbat și o femeie nu se pot înțelege cu adevărat unul pe celălalt pentru că suntem bărbat și femeie. Și dacă am putea să ne schimbăm rolurile, dacă am putea fi unul în locul celuilalt pentru o vreme, cred că am fi foarte surprinși! Și cred că ar conduce la o înțelegere mai bună. Și m-am gândit că unicul mod prin care lucrul acesta ar putea fi realizat... știi, m-am gândit la un pact cu diavolul. Apoi m-am gândit, 'nu, de ce nu un pact cu Dumnezeu!' Știi, pentru că într-un fel întreaga idee de a-i cere lui Dumnezeu să facă un pact cu tine e mult mai puternică. Vezi, pentru mine cântecul încă se cheamă „Deal With God” (Pact cu Dumnezeu), acesta a fost titlul lui. Dar ni s-a spus că dacă păstrăm acest titlu, cântecul nu va fi difuzat în nicio țară religioasă, Italia nu-l va difuza, Franța nu-l va difuza, și nici Australia nu-l va difuza! Irlanda nu-l va difuza, și va trece neobservat pur și simplu pentru că are cuvântul 'Dumnezeu' în titlu.”
Cântecul poate fi auzit la finalul unui film din 1988, The Chocolate War.
A revenit în topuri în 2022 după ce a fost folosit în sezonul patru din Stranger Things.
Trupa britanică Coldplay pretinde că partea de tobe a acestui cântec i-a inspirat atunci când au compus melodia „Speed of Sound”.

## Despre videoclip
Bush și dansatorul Michael Hervieu efectuează un dans pe tot parcursul videoclipului. Cântăreața a ales să danseze ea însăși, întrucât, la acea vreme în majoritatea videoclipurilor interpretul nu era implicat cu adevărat în dans. Coregrafia din videoclip este alcătuită de Dyanne Gray, cu care Bush lucra la acea vreme.
O figură care se repetă la sfârșit sugerează tragerea cu arcul și săgeata (de altfel, pe coperta single-ului, Bush chiar este prezentată pregătindu-se să tragă cu săgeata). Videoclipul nu duce lipsă nici de secvențe suprarealiste - perechea e despărțită la un moment dat și cei doi sunt împinși în direcții opuse de un șir de personaje ce poartă măști care sunt fotografii ale fețelor lui Bush și Hervieu.
MTV nu a difuzat acest videoclip, alegând în loc o performanță live a artistei. Motivul exact este necunoscut - poate fi ori din cauză că în videoclip Kate Bush nu este arătată cântând, ci doar dansând, ori pentru că (mai probabil) videoclipul a fost considerat prea erotic.

## Poziții în topuri
- 3 (Marea Britanie)
- 3 (Germania)
- 4 (Irlanda)
- 6 (Australia)
- 16 (Canada)
- 24 (Franța)
- 26 (Noua Zeelandă)
- 30 (SUA)

## Alte variante
Un remix dance a fost lansat în anii '90 de către Levi9. Există și variante trance sau house ale melodiei (interpretate de artiști precum Armin van Buuren, Infusion sau Elastic Band. Grupuri de cabaret precum Kiki and Herb au interpretat melodia de-a lungul carierei lor.
Melodia a fost inclusă de către mai mulți artiști și în diverse performanțe live (Pink Floyd, Tori Amos). Tori Amos a introdus în turneul ei din 1996 anumite versuri din cântec în melodia „Lovesong”, un cover după The Cure. În turneul din 2005, ea cânta adesea o parte din cântec, apoi propriul ei cântec, „God”, apoi a doua parte din „Running Up That Hill”.
Trupa portugheză de gothic metal ICON and The Black Roses a realizat de asemenea un cover al cântecului pentru albumul de debut.

### Varianta Placebo
Trupa britanică de rock alternativ Placebo a făcut un cover după „Running Up That Hill”, cover inclus inițial pe Sleeping With Ghosts Special Edition. Cover-ul nu a atras atenția până în 2006, în timpul turneului de promovare a albumului Meds atunci când Placebo au început să includă piesa în setlist.
În cele din urmă, „Running Up That Hill” a fost lansat ca cel de-al douăzeci și șaselea single al formației în octombrie 2006 și a fost inclus pe ediția relansată a albumului Meds, împreună cu B-side-ul „UNEEDMEMORETHANINEEDU”. Pentru videoclip, Placebo au cerut concursul fanilor - mai mulți oameni s-au filmat cântând „Running Up That Hill”, iar din toate aceste filmulețe, trupa a selectat numai o parte, din care a alcătuit videoclipul final.
Cântecul a fost ulterior inclus pe Covers, o relansare a ediției speciale din 2003 a albumului Sleeping With Ghosts.
Această variantă este mult mai lentă decât originalul lui Kate Bush, punând accent mai mare pe instrumental. A fost descrisă de către Q Magazine drept „sunând mai degrabă ca un pact cu diavolul decât originalul pact cu Dumnezeu” (august 2006).
Varianta Placebo poate fi auzită în al doilea episod din sezonul opt al serialului CSI: Crime Investigation, episod denumit A La Cart. Cover-ul a fost de asemenea folosit în episodul Judas on a Pole din al doilea sezon al serialului Bones, precum și la începutul episodului The Avengers, primul din ultima serie a popularului serial pentru adolescenți The O.C..

### Varianta Within Temptation

Coperta single-ului Within Temptation, „Running Up That Hill”

Trupa olandeză de gothic rock Within Temptation a lansat și ea un cover după acest cântec pe un EP intitulat chiar „Running Up That Hill”. EP-ul include varianta Within Temptation, o versiune live, plus piesa „Mother Earth” ca bonus.
Cu toate că stilul lor diferă profund de cel al lui Kate Bush, varianta lor este mult mai apropiată ca stil de interpretare de melodia originală decât varianta celor de la Placebo.
Videoclipul lansat de trupă a fost filmat într-o locație ce amintește de un castel vechi. Solista Sharon den Adel apare la început îmbrăcată într-o rochie albă cu aripi de înger, rugându-se în fața unei statui, și apoi îmbrăcată într-o rochie roșie și fardată cu alb pe ochi, ca statuia. Spre sfârșitul videoclipului, cele două imagini ale solistei se contopesc, iar la sfârșit ea este arătată îmbrăcată în rochia cea roșie, culegând o pană de pe jos, cu ochii ațintiți la statuie.